# Ricasoli (famiglia)

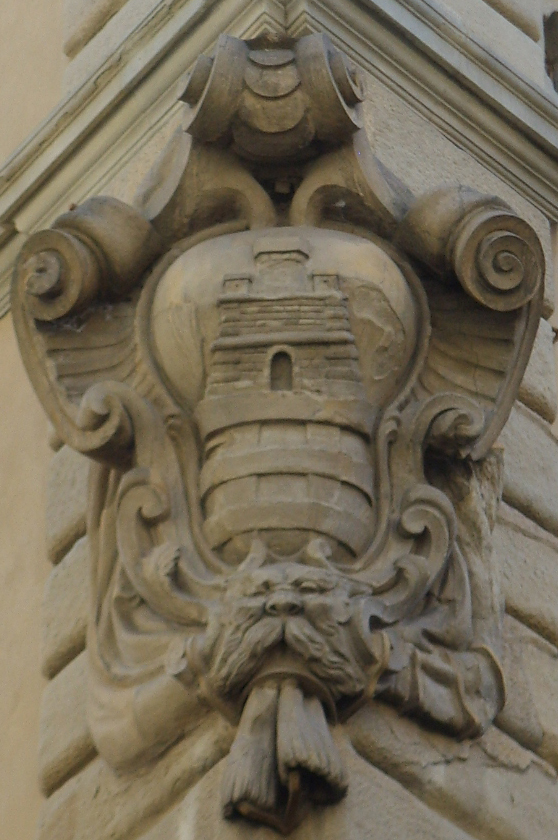
Stemma dei Ricasoli su Palazzo Ricasoli di Brolio a Firenze

La casata dei Ricasoli è, oggi, la più antica tra tutte le famiglie che costituirono l'aristocrazia fiorentina ed è una delle poche ancora fiorenti di origine feudale.

## Storia

### Origini
Le prime notizie relative ai Ricasoli risalgono agli inizi dell'undicesimo secolo e li descrivono ricchi e potenti e già da gran tempo signori di vasto dominio. La tradizione senese vuole i Ricasoli di origine salica e discendenti da un conte Guinigi di Ranieri, barone franco, mandato nell'865 in Toscana da Lodovico II e poi fatto conte imperiale della città e del territorio di Siena.
Ma se da lui discesero senza dubbio i conti della Berardenga ed altre famiglie nobili dell'antica Repubblica di Siena, non lo furono certamente i Ricasoli perché ebbero a progenitore non un franco ma un longobardo ovvero Geremia figlio d'Ildebrando come conferma una bolla di Gregorio VII rogata in Firenze il 28 dicembre 1076 in cui, tra l'altro, se ne parla come di persona già da gran tempo defunta.
Il pontefice confermò con quella pergamena il possesso di molti beni goduto dai canonici del Capitolo Fiorentino e tra quelli se ne rammentano molti donati da Geremia tra cui alcune chiese, non poche corti e un castello compresi nel circondario delle pievi di San Giovanni Maggiore e di San Cassiano in Padule che si estendevano dal giogo delle Alpi mugellane fino alla Sieve. Interessante notare come i Ricasoli fossero prima grandi proprietari terrieri nel Mugello prima di quel che lo fossero nel Chianti.
Un'altra fonte, stavolta all'interno della casata, ossia Totto di Rinaldo dei Firidolfi, che scrisse dei suoi avi al principio del secolo XIV, per tradizione passata da padre in figlio narrava che Geremia, sposato con una donna sterile e già molto avanti negli anni, disperando di avere un erede dispose di gran parte dei propri beni per aumentare il culto ed il decoro dei sessanta tra chiese e monasteri che aveva fondato o sponsorizzato. Mortagli poi la consorte, pur vecchio, ne sposò un'altra che quasi miracolosamente gli dette un figlio: Ridolfo.
Secondo Totto, quel Ridolfo era il Ridolfo rammentato come testimone ad un placito del 1029 a cui assisté come uno dei più nobili baroni della Toscana. E proprio da lui il casato prese il primo patronimico e tutta la consorteria si appellò prima "de filiis Rodulphi" nelle carte latine per poi volgarizzarsi in "Firidolfi".

### XIII secolo

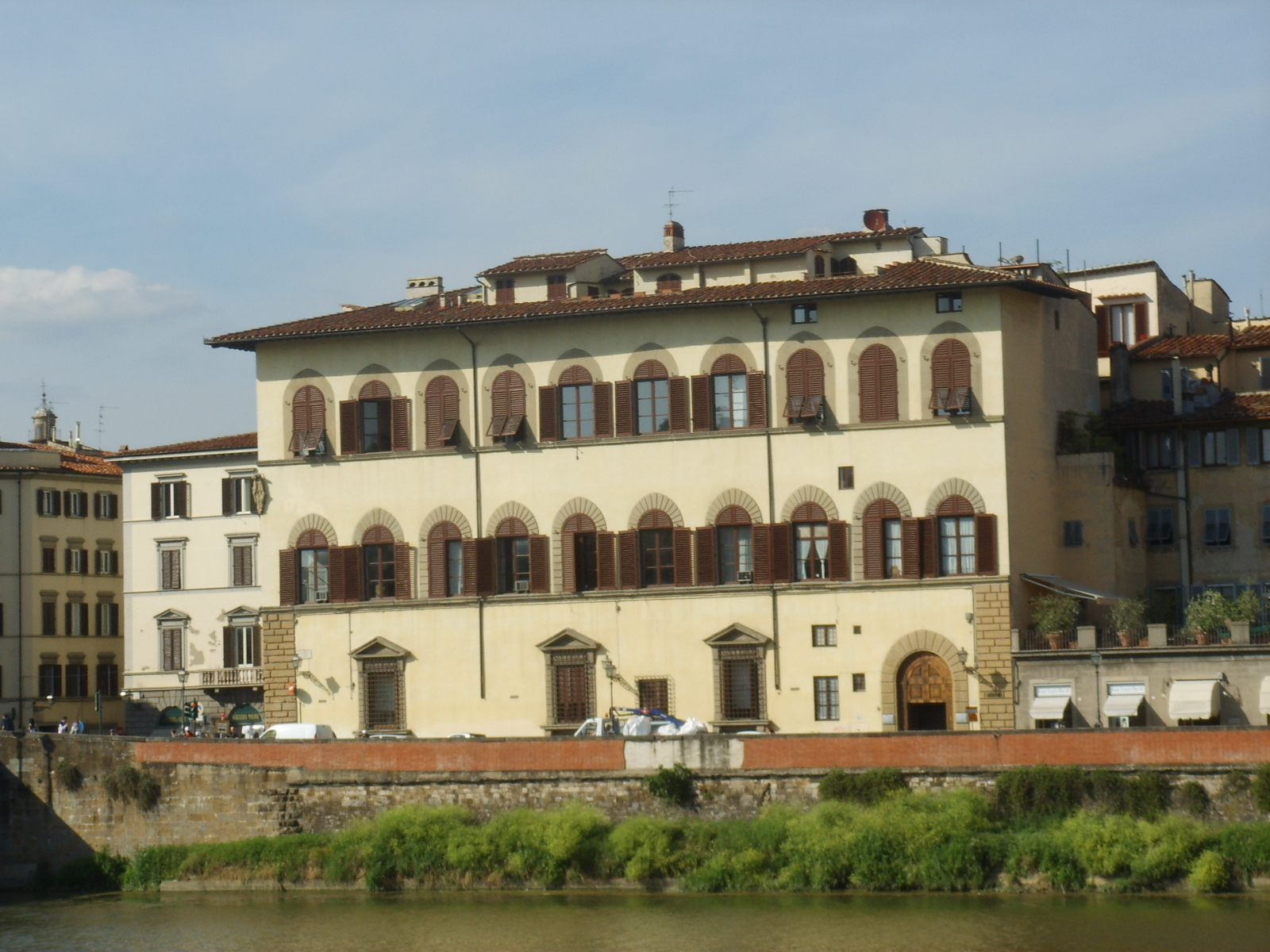
Palazzo Ricasoli "di Meleto"

Per il fatto di essere signori di terre al confine con i possedimenti senesi, la Repubblica fiorentina cominciò a strappargli con la forza alcuni castelli particolarmente strategici come fece nel 1182 con Montegrossi, odierna località nel comune di Gaiole in Chianti, e come se non bastasse allo scoppio delle ostilità tra Firenze e Siena, visto che i Firidolfi nominalmente erano feudatari di Firenze, i loro castelli furono più volte attaccati dai senesi come accadde al Castello di Brolio nel 1252. Fu così che alla fine del XIII secolo decisero di inurbarsi e si trasferirono a Firenze.
I nobili di contado, in specie in quei secoli di barbarie, usi a starsi nelle loro ben munite castella dalle quali uscivano per guerreggiarsi l'un l'altro e per depredare le terre dei loro nemici, ripugnavano dal racchiudersi nelle città perché, imperandovi un signore più potente di loro, gli avrebbe obbligati a starsi soggetti piuttosto al suo arbitrio che al potere delle leggi al pari degli altri cittadini [..] Abbenché fattisi cittadini furono guardati con gelosia perché appartenevano a quella più prepotente porzione dell'antica nobiltà con la quale il popolo era in lotta continua; né fu loro concesso di sedere in veruna magistratura finacché, dopo lungo contrasto, rimasto il popolo superiore non fu imposto un freno ai magnati, tolta loro ogni possibilità di più insorgere. Umiliati dalle proscrizioni e dalla più assoluta noncuranza, alcuni dei Ricasoli furono allora costretti, al paro di altre già potenti famiglie, a scendere alla viltà di chiedere in grazia di rinunziare al nome ed alle insegne degli antenati, di essere tolti dal rango dei nobili e descritti fra i popolani e peranco di potersi ascrivere alla matricola di qualche arte. Il riferimento è agli Ordinamenti di Giustizia (1293) di Giano della Bella ed a causa di questi, nel 1393, i (Firidolfi) da Ricasoli assunsero cognomi diversi, quali, Serafini, Bindacci e Fibindacci, ma a differenza di molte altre famiglie, dopo pochi decenni, tornarono definitivamente al nome Ricasoli (riprendendolo dal nome del castello di Ricasoli ricevuto in feudo da Arrigo VI nel 1187).

### XIV e XV secolo
La loro domanda di iscrittibilità alle arti fu accolta nel 1393, ma soltanto dopo venti anni i Ricasoli poterono aspirare ad essere nominati alle più alte cariche dello Stato, tanto che tra il 1393 e il 1413 nell'albo dei gonfalonieri di giustizia di Firenze risulta un solo Ricasoli mentre se ne ritrovano tredici nel regesto dei priori delle arti. Per ironia della sorte, una delle più potenti famiglie della Toscana, che aveva già esteso il suo dominio su tutto il Chianti e su gran parte del Valdarno superiore, dovette vedere scritto il suo nome nei cataloghi dei lanaiuoli e dei mercanti di seta che, per l'epoca, non era certo la massima aspirazione per dei proprietari terrieri.

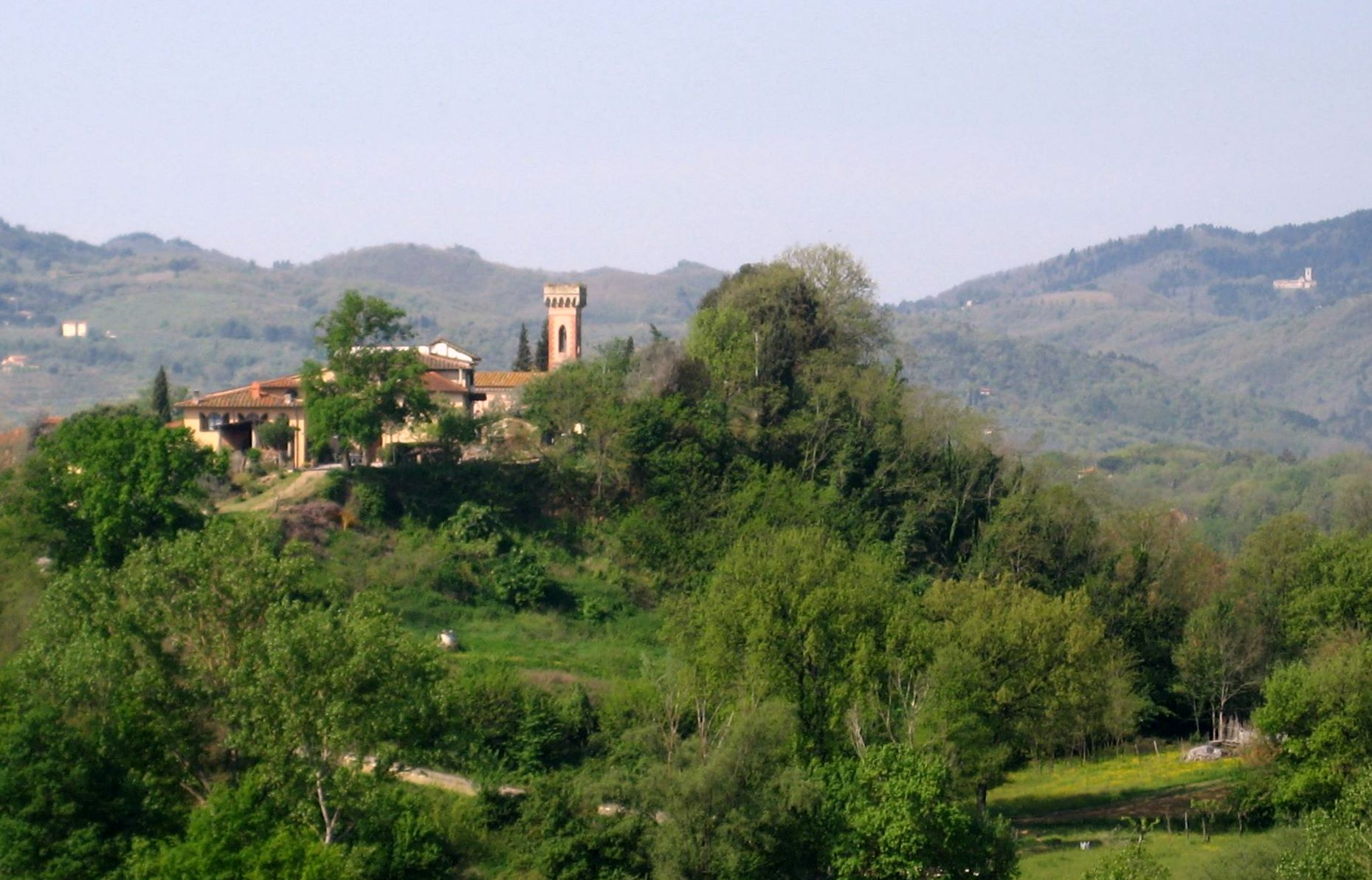
Il castello, oggi borgo, di Ricasoli

Soprattutto non lo era per chi possedeva gran parte del Mugello fin dal X secolo e tutta la provincia del Chianti fino dall'XI. In particolare gli appartenevano Brolio, Cacchiano, Montegrossoli, Meleto, Panzano, Mello, Cavriglia, Vertine, Radda, Ama, Spaltenna, Montegonzi, Monticioni, Castelnuovo e San Marcellino di Avane, Montaio, Montecastelli, Rendola, San Leolino, Rietine, San Polo, Monteficalli, Selvole, Lucignano, Gaiole, Castagnoli, Barbischio. Senza contare la già citata Ricasoli e, dal 1197, anche Moriano, San Martino, Stiella, Monteluco e Casale. Più Campi e Tornano che erano stati concessi loro in feudo dal Barbarossa nel 1167, che li aveva donati a Ranieri Firidolfi in ricompensa della fedeltà e del valore con cui lo aveva servito dopo averli confiscati a un loro antico possessore perché aveva combattuto contro di lui. Ma questi luoghi, in parte situati nel Chianti, in parte ancora nella valle superiore dell'Arno ed in quelle della Greve, della Pesa e della Sieve, uscirono via via dal portafoglio di famiglia a seconda dell'ingrandirsi della repubblica di Firenze.

### XVI secolo
Tuttavia l'ambizione di dominare, non ancora attutita dal feudalesimo che cadeva in pezzi e dal nascere dei comuni e degli stati, continuò ad agitare violentemente l'animo di alcuni Ricasoli tanto che Bindaccio, sfidando direttamente Firenze, ebbe il coraggio di comperare dai Pazzi e dai Guidi, nel 1329, le signorie di Rocca Guicciarda, Trappola, Sagena, Lanciolina e di Poggio San Clemente. Li resse tutti con tenacia e mano di ferro, ma appena morì, la signoria di Firenze fece suoi anche quelli. Tuttavia, almeno in questo caso, Cosimo I li restituì ai Ricasoli nel 1564 per ricompensare i fedeli servigi prestatigli da alcuni della famiglia durante la Guerra di Siena. I Ricasoli ne ripresero il possesso e il dominio con titolo di Baroni
"E tanto furono tenaci di questa prerogativa che sebbene avessero conseguito titolo di Conti da Leone X nel 1516, giammai ne vollero usare preferendo di essere, siccome sono, i soli Baroni Toscani piuttosto che avere un titolo più elevato invero nel grado gerarchico ma comune a molte altre case ad essi inferiori d'assai per vetustà e per onorata pagina nella storia".

### XIX secolo

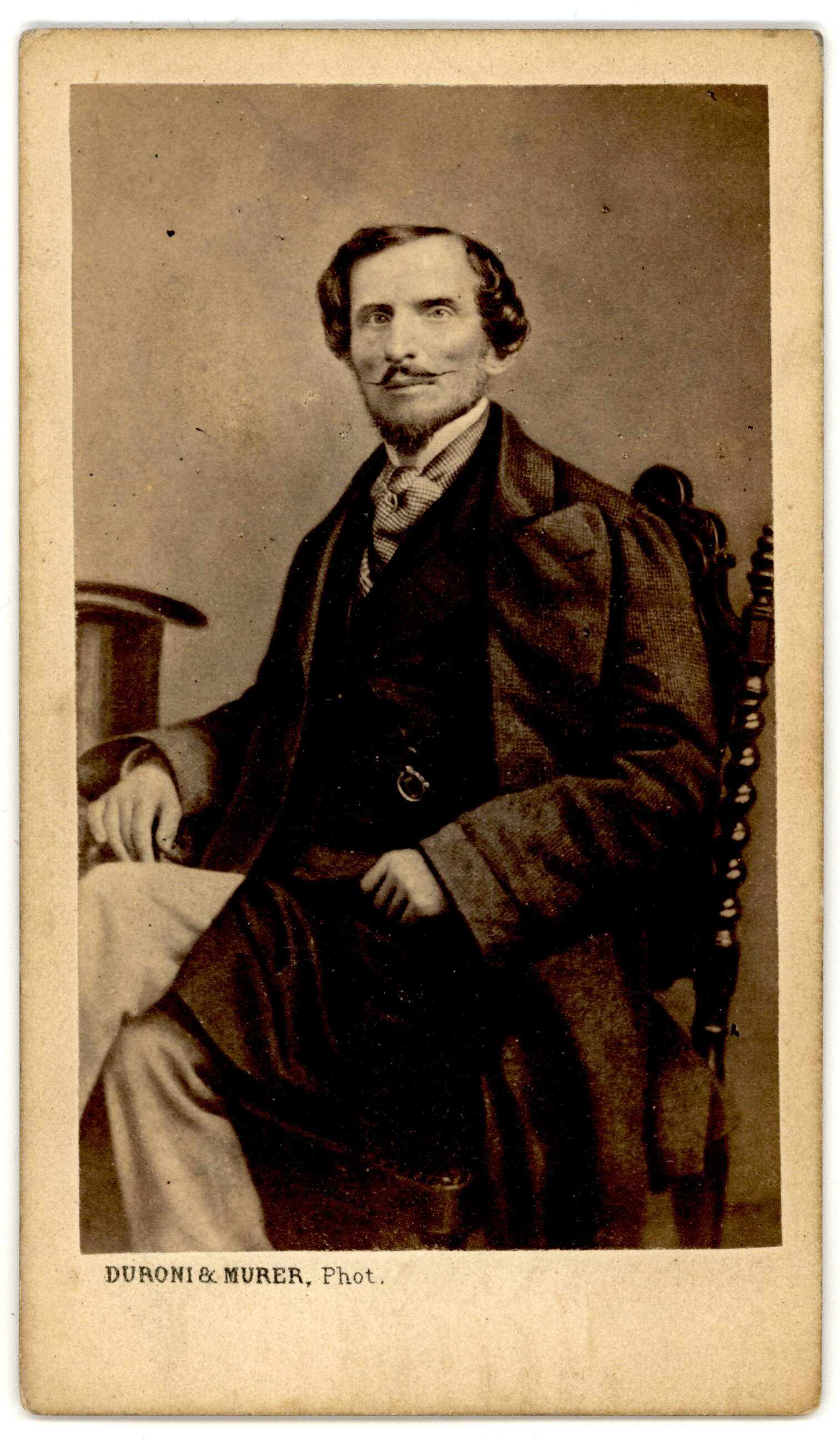
Bettino Ricasoli fotografato da Duroni & Murer negli anni '60 dell'Ottocento

Degno di nota fu anche Bettino (1809 –1880), soprannominato il Barone di ferro,  secondo presidente del Consiglio del Regno d'Italia dopo Cavour. Oltre che importante uomo politico, fu abile agricoltore. Membro dell'Accademia dei Georgofili, fu un innovatore della vitivinicoltura toscana. Come spiega Michele Taddei nel libro Siamo onesti! Il barone che volle l'unità d'Italia si deve a Ricasoli la formula del Chianti. Nel romanzo di Taddei si legge:
| «dove il barone riuscì ad ottenere ottimi risultati, in rapporto agli investimenti e agli sforzi impiegati, fu nel realizzare il vino “sublime”, in grado di essere venduto e bevuto in tutto il mondo, senza per questo perderne le caratteristiche organolettiche durante i lunghi periodi di viaggio. Anche in questo caso fu un instancabile ricercatore ed un perfezionista. Si affidò a mani esperte per la parte delle analisi chimiche e, girando soprattutto in Francia, provò a carpire tutti i segreti della vinificazione e, prima ancora, della coltivazione della vite e della fermentazione. Per verificare la tenuta dei propri vini nella distanza e nel trasporto faceva persino prove di “navigazione” imbarcando per anni le botti su mercantili diretti in tutte le parti del mondo, in Sud America come a Bombay. Si deve alla sua tenacia e alle prove sul campo e in cantina, che durarono tre decenni, quel regolamento di produzione del vino Chianti che nel tempo successivo è stato trasformato in disciplinare di produzione e che ancora oggi, seppure con una leggera modifica introdotta pochi anni fa, definisce le percentuali di uve di cui deve essere composto il più celebre vino italiano nel mondo» |

## Armi della consorteria Ricasoli
Lo stemma più antico dei Ricasoli è quello con il leone azzurro rampante in campo d'oro ma fu poi modificato, a seconda dei tempi e delle circostanze. I Firidolfi da Panzano, fattisi popolani nel 1306, adottarono la banda rossa in campo d'argento e la caricarono di una stella d'oro nel 1362, quando Luca di Totto fu armato cavaliere a sprone dorato.

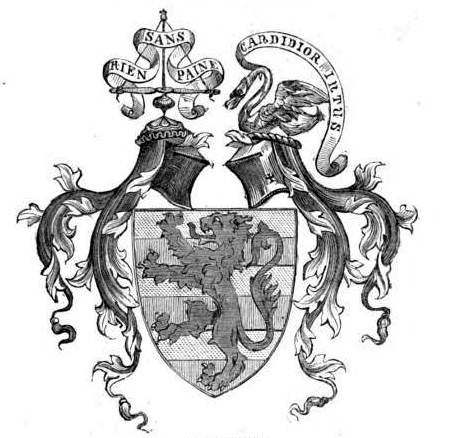

I Ricasoli da Meleto, fino dai primi tempi del loro domicilio in Firenze, usarono il leone azzurro rampante sul campo fasciato d'oro e di rosso e mai vi apportarono delle variazioni. Il cigno, col motto «candidior intus», e il trapano che perfora il diamante, col motto in antico francese «rien sans paine», sono imprese che si trovano sugli elmi di vari individui di questo ramo, e se ne hanno riscontri fino dal secolo XV.

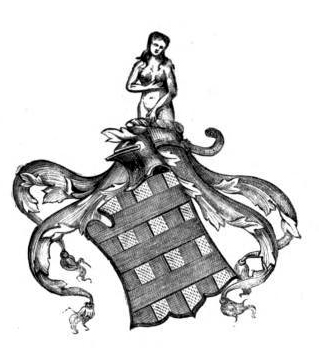

I Ricasoli detti baroni cambiarono l'avito stemma nel secolo XIII, adottando il campo addogato d'oro e di rosso, attraversato da tre fasce azzurre. Alcuni della famiglia portarono nelle fasce tre leopardi d'oro correnti; e ne lasciò ricordo Bettino di Bindaccio nel palazzo pretorio di Arezzo: ma non se ne trova più traccia dopo i primi anni del secolo XV.

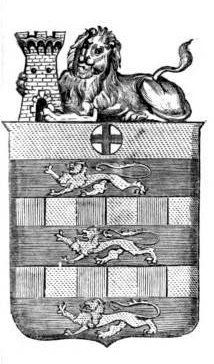

Furono arrecate sostanziali variazioni allo stemma nel 1393, allorquando, accettando di essere fatte di popolo, alcune diramazioni mutarono cognome e si dissero Bindacci, Fibindacci e Serafini: ma nel 1434, lasciati questi nomi accattati e ripreso l'antico, si tornò pure a fare uso dell'arme originale a cui si aggiunse peraltro il capo dorato caricato di uno scudetto portante l'arme del popolo fiorentino.

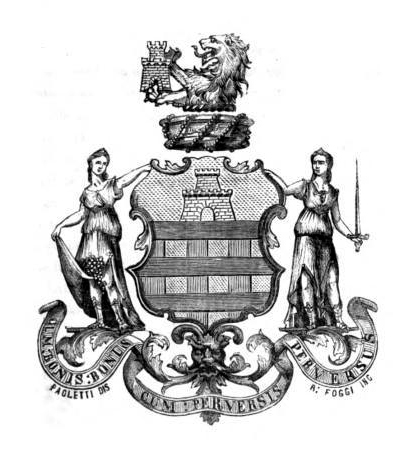

Ma anche questa memoria popolare si volle lasciata nel 1564, dopo che Cosimo I ebbe restituita alla famiglia la signoria della Trappola e di Rocca Guicciarda ed allora si volle alla croce sostituito un castello a indicazione del rivendicato dominio.
Il leone giacente col castello tra le zampe, e col motto «cum bonis bonus cum perversi perversus», è l'impresa più antica che ci sia nota.
Alcuni adottarono poi un leone nascente col castello nella zampa sinistra e in atto di difenderlo colla destra.
Antonio di Bettino lasciò nel palazzo pretorio di Pisa la sua impresa, composta di una donna nuda rappresentante la Verità. Le immagini simboliche della Giustizia e dell'Abbondanza, collocate ai lati dello scudo in atto di sorreggerlo, sono invenzioni del secolo XVII allorché uno dei baroni intese di far conoscere ai suoi sudditi quali voleva che fossero le basi del suo governo.

## Azienda viticola "Barone Ricasoli"
I Ricasoli si dedicano alla viticoltura fin dal 1141, senza soluzione di continuità, fatto che li ha potuti fregiare del riconoscimento di quinta impresa familiare più antica del mondo, la seconda nel settore della viticoltura. La produzione ha come etichetta "Barone Ricasoli" e si dedica al Chianti Classico. In totale, attorno alla zona del Castello di Brolio, la famiglia possiede 240 ettari di vigne, 26 di olivi e impiega 150 operai.